# Oulad M'Rah
Oulad M'Rah (arabiska: اولاد امراح) är en stad i Marocko. Den ligger i provinsen Settat och regionen Casablanca-Settat, 130 km söder om huvudstaden Rabat. Antalet invånare var 8 697 vid folkräkningen 2014.